# Glass Mask
Glass Mask (яп. ガラスの仮面 Гарасу но Камэн, «Хрустальная маска», «Стеклянная маска») — манга, написанная и проиллюстрированная Судзуэ Миути, выходит с января 1976 года по сей день в японском журнале сёдзё-манги Hana to Yume и на сегодняшний день представляет собой 49 томов.
Эта история также была адаптирована в аниме и телевизионный сериал. Было распродано более 50 миллионов копий в Японии, что ставит её на второе место среди самых продаваемых жанра сёдзё. Согласно опросу, проведенному в 2007 году министерством культуры Японии, занимает 30-е место среди лучшей манги всех времен.
После более чем двухлетнего перерыва, в июле 2008 года в журнале Hana to Yume вышла новая глава 42 тома. И Миути объявила, что намерена в скором времени закончить серию.

## Сюжет
В манге и аниме рассказывается о становлении Маи Китадзимы как профессиональной театральной актрисы и её соперничестве с одарённой Аюми Химэкавой. Обе стараются достичь уровня мастерства, требуемого, чтобы сыграть главную роль в легендарной постановке «Багровая богиня». Мая не отличается красотой или умом, но она страстно любит театр и буквально готова жизнью рискнуть ради роли.

## Персонажи
Китадзима Майя (яп. 北島 マヤ) — девушка одержимая театром и кино. У неё есть дар с первого раза запоминать все фразы и движения из фильмов. Ушла из дома, так как мать не разрешала ей быть актрисой и жила с Цукикагэ Тигусой и другими девушками из театральной школы, которую потом закрыли. Очень любит человека с фиолетовыми розами, который поддерживает её каждое выступление, но понятия не имеет, что это тот, кого она невзлюбила. Любила взаимно странного парня. Позже ещё влюбилась в напарника по пьесам и крутила кратковременный роман с ним. Но настоящая любовь и "слияние двух душ в одну" ждало её впереди… всегда её любовь была рядом. Сэйю: Кацуки Масако
Хаями Масуми (яп. 速水 真澄) — президент «Даито». Также загадочный поклонник Майи с фиолетовыми розами. Сначала думает только о своей выгоде, но позже у него возникают чувства к Китадзиме Майе, которых он сначала не понимает и делает всё инстинктивно, а за его спиной от его имени делают всякие гадости и Майя не видя этого злится на Хаями. Сэйю: Нодзава Нати
Цукикагэ Тигуса (яп. 月影 千草) — знаменитая актриса, исполняющая роль Багровой Богини, которую специально написал для неё возлюбленный. Обладательница правами на пьесу "Багровая богиня". После несчастного случая не может играть в театре и больше пьеса не ставилась. Спустя около 30 лет стала учителем Китаджимы Майи и других девушек, открыв театральную школу, но из-за "подстав" завистников они все оказываются на улице. Позже стала учителем и Химикавы Аюми. Сэйю: Наканиси Таэко
Химэкава Аюми (яп. 姫川 亜弓) — соперница Майи. Уже знаменитая молодая актриса, мать которой тоже актриса. Обе хотят получить роль Багровой Богини. Сэйю: Мацусима Минори